# Странац (ТВ серија)
Странац је британска трилер мистерија коју је написао Дени Броклхерст. Базирана је на роману  Харлана Кобена који носи исти назив. Серија је почела да се приказује 30. јануарa 2020. на Нетфликсу. У главним улогама су Ричард Армитиџ, Шивон Финеран, Џенифер Сондерс и Хана Џон-Камен.

## Радња
Адам Прајс (Ричард Армитиџ) је цењени адвокат, брижан отац и муж. У његов наизглед савршен живот улази мистериозни странац (Хана Џон-Камен), који му говори тајну која ће имати разоран ефекат на његову породицу. Та тајна утиче на Адамову жену Корин (Дервла Кирван), која као резултат тога нестаје. Адам, покушавајући да пронађе одговоре, уплиће себе у све више мистерија. 

## Ликови и глумачка постава

### Главни ликови
- Ричард Армитиџ као Aдам Прајс, протагониста, муж Корин Прајс и Томасов и Рајанов отац. Адам је прва особа у серији којој прилази мистериозна жена са качкетом. Она му говори о трудноћи коју је његова жена лажирала. Кад је Корин чула шта је Адам сазнао, нестала је.
- Шивон Финеран као Џоана Грифин, инспекторка која преузима случај Корининог нестанка као и убиства Хајди Дојл.
- Џенифер Сондерс као Хајди Дојл, власница посластичарнице којој странац открива да је њена ћерка умешана у проституцију. Странац прети Хајди и захтева новац како не би открила свима ту тајну.
- Пол Кеј као Патрик Кац, полицајац који покушава да ухвати странца. Убио је Хајди Дојл, јер је имала информације о странцу.
- Дервла Кирван као Корин Прајс, Адамова жена која нестаје.
- Јакоб Дудман као Tомас Прајс, Адамов и Коринин старији син. Томас крије тајну која је повезана са његовим пријатељима Дејзи и Мајком. Њих троје покушавају да сакрију своју умешаност у случај док полиција даље истражује.
- Брендон Феловс као Mајк Трип, Томасов пријатељ који је учинио нешто лоше што је натерало полицију да истражује.
- Миша Хендли као Рајан Прајс, Адамов и Коринин млађи син.
- Хана Џон-Камен као странац, антагониста, прети да ће открити туђе тајне уколико јој не дају новац.
- Ентони Хид као Eдгар Прајс, Aдамов отац.
- Ела-Реј Смит као Дејзи Хој, Tомасов љубавни интерес.
- Шон Дули као Даг Tрип, Aдамов пријатељ и комшија.

## Снимање
Снимање је почело у марту 2019. у Манчестеру. Сцене су снимане у Бурију и Болтону у априлу  и у Стокпорту у јуну.

## Критике
Сајт Ротен томејтоуз пријавио је просечан рејтинг 6.63/10 са 86% одобрења од стране публике. Критичари су рекли да, иако није толико зависна као изворни материјал, серија има одличну глумачку поставу и пуна је тензије, што ће држати гледаоце заинтересованим. 